# Маунт-Ейр (Айова)
Маунт-Ейр (англ. Mount Ayr) — місто (англ. city) в США, в окрузі Рінгголд штату Айова. Населення — 1623 особи (2020).

## Географія
Маунт-Ейр розташований за координатами 40°42′52″ пн. ш. 94°14′17″ зх. д. / 40.71444° пн. ш. 94.23806° зх. д. (40.714311, -94.238152).  За даними Бюро перепису населення США в 2010 році місто мало площу 6,96 км², з яких 6,91 км² — суходіл та 0,05 км² — водойми.

## Демографія
Згідно з переписом 2010 року, у місті мешкала 1691 особа в 746 домогосподарствах у складі 437 родин. Густота населення становила 243 особи/км².  Було 822 помешкання (118/км²).
Расовий склад населення:
| - 98,1 % — білих - 0,7 % — азіатів - 0,1 % — корінних американців - 0,1 % — чорних або афроамериканців |

До двох чи більше рас належало 0,4 %. Частка іспаномовних становила 1,6 % від усіх жителів.
За віковим діапазоном населення розподілялося таким чином: 19,9 % — особи молодші 18 років, 50,4 % — особи у віці 18—64 років, 29,7 % — особи у віці 65 років та старші. Медіана віку мешканця становила 49,5 року. На 100 осіб жіночої статі у місті припадало 80,3 чоловіків;  на 100 жінок у віці від 18 років та старших — 75,1 чоловіків також старших 18 років.
Середній дохід на одне домашнє господарство  становив 52 185 доларів США (медіана — 45 688), а середній дохід на одну сім'ю — 64 326 доларів (медіана — 55 313). Медіана доходів становила 39 583 долари для чоловіків та 28 233 долари для жінок. За межею бідності перебувало 10,4 % осіб, у тому числі 11,9 % дітей у віці до 18 років та 11,5 % осіб у віці 65 років та старших.
Цивільне працевлаштоване населення становило 787 осіб. Основні галузі зайнятості: освіта, охорона здоров'я та соціальна допомога — 40,2 %, виробництво — 11,9 %, роздрібна торгівля — 7,6 %, мистецтво, розваги та відпочинок — 6,1 %.